# Марко Николич (футболіст, 1998)
Марко Николич (серб. Марко Николић; нар. 31 березня 1998) — сербський футболіст, захисник клубу «Сабаїл».

## Клубна кар'єра
Футбольну кар'єру розпочав на батьківщині. Захищав кольори «Земуна», який виступав у сербській Суперлізі. Проте вже 1 серпня 2017 року відправився в оренду до «Інджії», який виступав рангом нижче, у Першій лізі. Нприкінці 2017 року повернувся до «Земуна», але виявився для клубу непотрібним, тому вже 15 лютого 2018 року вже як вільний агент підписав повноцінний контракт з «Інджиєю».
А вже 20 липня гравця опинився в заявці новачка УПЛ, київського «Арсеналу» на сезон. Дебютував у новому клубі 22 липня 2018 року в програному (0:2) домашньому поєдинку 1-о туру УПЛ проти ФК «Львів». Марко вийшов на поле на 74-й хвилині, замінивши Івана Єлича. 18 листопада 2018 року за згодою сторін співпрацю між київським клубом і гравцем було припинено.
У 2019 році повернувся до Сербії, де виступав за місцевий клуб «Рад».
Надалі Марко захищав кольори угорських команд «Будафок МТЕ» та «Дебрецен», литовського «Рітеряй» та казахських «Аксу» та «Туран».
6 січня 2025 року підписав контракт з азербайджанським клубом «Сабаїл».